# 2018년 전국장애학생체육대회
제12회 전국장애학생체육대회는 2018년 5월 15일부터 5월 18일까지 대한민국 충청북도에서 열렸다.

## 개요
- 대회명칭 : 제12회 전국장애학생체육대회
- 개최기간 : 2018년 5월 15일 ~ 2018년 5월 18일
- 개최지 : 충청북도 (주개최지 : 충주시)
- 구호 : 함께 뛰는 땀방울, 자신감의 꽃망울
- 참가인원 : 3,364명(선수 1,748명, 임원 및 관계자 1,616명)
- 종별 : 초등학교부, 중학교부, 고등학교부에 재학 중인 전 장애인
- 마스코트 : 우리와 둘이

## 종목

### 정식종목
| - 골볼 - 보치아 - 수영 - 슐런 - 육상 - 탁구 - 농구 - 디스크골프 - 배구 - 배드민턴 - 볼링 - 역도 - 조정 | - 축구 - 플로어볼 - e-스포츠 |

## 경기장
| 종목       | 소재지 | 경기장                 | 종별                | 세부종목 | 비고                   |
| ---------- | ------ | ---------------------- | ------------------- | -------- | ---------------------- |
| 골볼       | 제천시 | 제천어울림체육센터     | 시각                |          |                        |
| 농구       | 청주시 | 청주체육관             | 지적                |          |                        |
| 디스크골프 | 충주시 | 탄금축구장             | 지적                |          |                        |
| 배구       | 증평군 | 증평종합스포츠센터     | 지적/청각           |          |                        |
| 배드민턴   | 충주시 | 호암제2체육관(2층)     | 지적/청각           |          |                        |
| 보치아     | 충주시 | 충주체육관             | 뇌병변              |          |                        |
| 볼링       | 청주시 | 라이프볼링장           | 지체/지적/청각/시각 |          |                        |
| 수영       | 청주시 | 청주실내수영장         | 지체/지적/청각/시각 |          |                        |
| 슐런       | 청주시 | 올림픽기념국민생활관   | 지적                |          |                        |
| 역도       | 제천시 | 의림지다목적체육관     | 지적/지체           |          |                        |
| 육상       | 충주시 | 충주종합운동장         | 지체/지적/청각/시각 |          | 호암동                 |
| 조정       | 충주시 | 호암체육관             | 시각/지적           |          |                        |
| 축구       | 충주시 | 충주종합운동장         | 지적                |          | 교현동(충주공설운동장) |
| 탁구       | 청주시 | 청주시장애인스포츠센터 | 지체/지적/청각/시각 |          |                        |
| 플로어볼   | 청주시 | 충북스포츠센터         | 지적                |          |                        |
| e-스포츠   | 충주시 | 한국교통대학교 체육관  | 지체/지적/청각      |          |                        |